# Das Tripas Coração (1982)
Das Tripas Coração é um filme brasileiro de 1982, do gênero drama, dirigido por Ana Carolina.

## Sinopse
Em um colégio para meninas, moças seminuas e neuróticas praticam todas as modalidades de sexo e de masturbação.

## Elenco
- Antônio Fagundes .... Guido
- Dina Sfat .... Renata
- Xuxa Lopes .... Miriam
- Ney Latorraca .... padre
- Christiane Torloni .... professora
- Eduardo Tornaghi
- Othon Bastos
- Cristina Pereira .... Amindra
- Myriam Muniz
- Nair Bello .... Nair
- Isa Kopelman .... Florzinha
- Stella Freitas .... Penha
- Maria do Carmo Sodré .... Itapemirim
- Lucélia Machiavelli... cantora

## Principais prêmios e indicações
Festival de Gramado 1983
- Vencedor na categoria de Melhor Direção e Melhor Montagem.
- Indicado na categoria de Melhor Filme.

Fantasporto 1984 (Portugal)
- Indicado na categoria de Melhor Filme.